# تنازع برای بقا (فیلم ۲۰۰۱)
«تنازع برای بقا» (انگلیسی: Dog Eat Dog) فیلمی بریتانیایی در سبک جنایی است که در سال ۲۰۰۱ منتشر شد. از بازیگران آن می‌توان به ملانی بلات، گری کمپ، آلن دیویس و جان تامسون اشاره کرد.